# Heinrich Othmar Abel
Heinrich Othmar Abel (1580 circa – dopo il 1630) è stato un musicista tedesco, capostipite della famiglia Abel.

## Biografia
Dopo aver vissuto come musicista a Magdeburgo, divenne musicista del consiglio a Braunschweig intorno al 1600. Per motivi religiosi si recò a Brema intorno al 1610, dove ottenne la cittadinanza nel 1615. Intorno al 1630 era al servizio di Clamor Eberhard von dem Bussche (1611–1666) al castello di Hünnefeld.